# Abrokomas (Feldherr)
Abrokomas (griechisch: Ἀβροκόμας; † nach 383 v. Chr.) war ein persischer Feldherr im Achämenidenreich.
Im Frühjahr 401 v. Chr. führte der persische Prinz Kyros der Jüngere ein großes Heer, dem eine Vielzahl griechischer Söldner angehörte, von seiner kleinasiatischen Residenz Sardis nach Osten. Kyros beabsichtigte, seinen älteren Bruder, den herrschenden Großkönig Artaxerxes II. Mnemon, zu stürzen, um selbst den Thron zu besteigen.
Abrokomas wurde vom Großkönig beauftragt, die Gebirgspässe der syrischen Tore zu besetzen, um das Vordringen des Kyros nach Syrien zu unterbinden. Nachdem aber Kyros Kilikien erreicht hatte, gab Abrokomas seine Positionen auf, sammelte in Phönizien seine Truppen, um mit diesen durch Syrien nach Mesopotamien zu ziehen, wo der Großkönig sein Heer sammelte. Während des Marsches desertierten 400 griechische Söldner aus seinem Heer und liefen zu Kyros über. Abrokomas erreichte den Euphrat mit einem Vorsprung von zwölf Tagen vor Kyros. Dieser erklärte ihn vor seinen griechischen Söldnern zum persönlichen Feind, den zu bekämpfen sein Ziel sei. Kyros hatte seinen Söldnern den wahren Grund seines Feldzuges verheimlicht, wenngleich der griechische Geschichtsschreiber Xenophon in seiner Anabasis angibt, dass die Griechen sehr wohl wussten, dass sie gegen den Großkönig kämpfen sollten. Um dem Großkönig mehr Zeit zum Sammeln seines Heeres zu verschaffen, ließ Abrokomas alle Brücken des Euphrat niederbrennen, allerdings fand Kyros bei Thapsakos eine seichte Stelle, durch die er sein Heer zum anderen Flussufer führen konnte.
Nach Xenophon sollte das versammelte Reichsheer des Großkönigs eine Gesamtstärke von angeblich 1.200.000 Infanteristen (eine freilich stark übertriebene Angabe), 200 skythischen Streitwagen sowie 6.000 Reiter umfassen; Abrokomas sollte neben Tissaphernes, Gobryas und Arbakes einer der vier Feldherrn sein, die das Heer gegen Kyros anführen sollten. Allerdings verpasste Abrokomas um fünf Tage die entscheidende Schlacht bei Kunaxa, in der Kyros fiel und der Krieg zugunsten des Großkönigs endete.
Letztmals wird Abrokomas, neben Pharnabazos und Tithraustes, als Feldherr eines Invasionsheeres genannt, dessen Angriff auf Ägypten aber zwischen 385 und 383 v. Chr. scheiterte.
Von Plutarch wurde Abrokomas im Zusammenhang des Kyros-Feldzuges als „Satrap von Transeuphratene“ (Statthalter des Landes jenseits/westlich des Euphrat) bezeichnet, wohl weil er sein Heer aus Phönizien durch Syrien ins Zweistromland geführt hatte. Für beide in Frage kommenden Provinzen (eben Phönizien und Syrien) hatte allerdings Xenophon in seiner Überlieferung andere Personen in den betreffenden Statthalterämtern genannt.